# Frank Wettstein
Frank Wettstein (* 17. Oktober 1973 in Schlich) ist ein deutscher Wirtschaftsprüfer und Steuerberater.

## Leben
Wettstein absolvierte von 1994 bis 1996 bei der Deutschen Bank eine Berufsausbildung zum Bankkaufmann und belegte anschließend an der RWTH Aachen ein Studium der Betriebswirtschaftslehre, das er 1999 mit dem Diplom abschloss. Danach arbeitete er bei der Steuerberatungsgesellschaft Baker Tilly Roelfs, wo er sein Steuerberater- und sein Wirtschaftsprüferexamen ablegte und zum Partner aufstieg. Parallel war er mehrere Jahre bei Credit Suisse International tätig.
Im Jahr 2012 machte er sich als Geschäftsführer der Wirtschaftsprüfungsgesellschaft Wettstein Schmidt GmbH selbständig. Diesen Posten gab Wettstein zwei Jahre später auf, um ab dem 15. November 2014 Finanzvorstand bei der HSV Fußball AG zu werden, die die Lizenzspielerabteilung des Hamburger SV betreibt. Zuvor war Wettstein schon in beratender Tätigkeit bei Borussia Dortmund, Alemannia Aachen und 1860 München tätig gewesen.
Im Februar 2017 wurde er stellvertretender Vorstandsvorsitzender der HSV Fußball AG. Nach der Beurlaubung des bisherigen Vorstandsvorsitzenden Heribert Bruchhagen am 8. März 2018 war Wettstein bis zum 26. Mai 2018 alleiniger Vorstand der HSV Fußball AG. Sein Nachfolger als Vorstandsvorsitzender wurde Bernd Hoffmann, der bis zu diesem Zeitpunkt auch Präsident des Gesamtvereins Hamburger SV und Aufsichtsratsvorsitzender der HSV Fußball AG war. Wettstein behält seinen Posten als Finanzvorstand. Wegen unüberbrückbarer Differenzen zwischen Hoffmann und u. a. Wettstein wurde Hoffmann 2020 entlassen, seitdem führte Wettstein den Vorstand zusammen mit Sportvorstand Jonas Boldt. Anfang November 2021 kündigte er seinen Rückzug zum 31. Mai 2022 an. Rund zwei Monate später wurde die sofortige Trennung bekanntgegeben.